# Castelul Schwetzingen

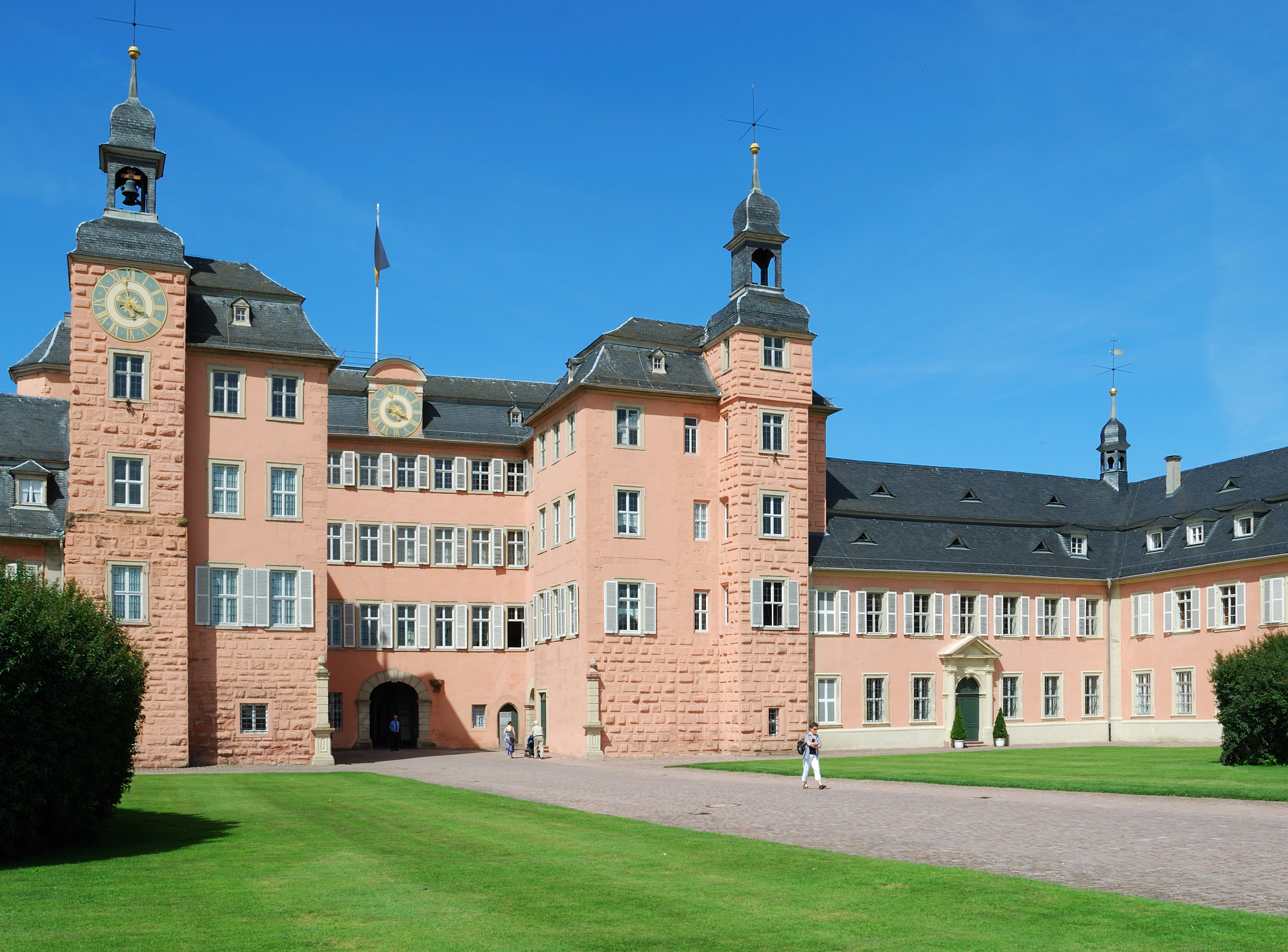
Castelul Schwetzingen

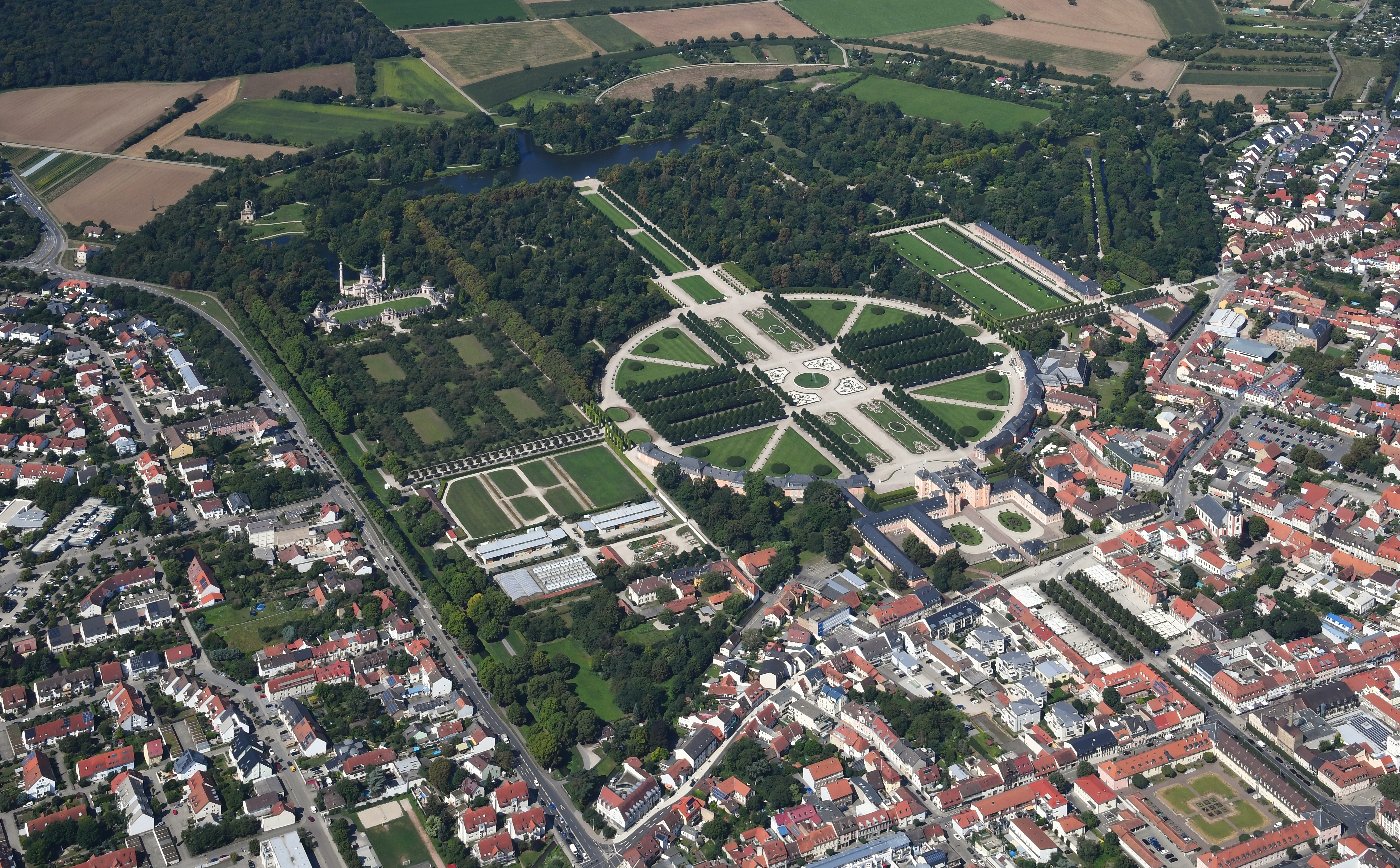
Parcul

Castelul Schwetzingen (în germană Schloss Schwetzingen) este un castel care se află în orașul Schwetzingen și este situat la ca. 10 km vest de Heidelberg, în landul Baden-Württemberg, Germania. El a fost reședința de vară a principilor electori palatini Carol Filip (1661-1742) și Carol Teodor (1724-1799). Castelul devine mai cunoscut prin secolul al XVIII-lea, aici având loc anual concerte la Festivitatea de la Schwetzingen.

## Istoric
Castelul este amintit prin festivitățile sale în anul 1350, pentru prima oară în documentele istorice. El era un castel medieval înconjurat de un șanț cu apă, care a fost de mai multe ori reclădit și extins de prinții palatini din Baden-Württemberg. Castelul este distrus pe la sfârșitul războiului de treizeci de ani. Prințul palatin Karl I. Ludwig (Pfalz) (1617-1680) a lăsat renovarea castelului și și-a adus aici metresa Marie Luise von Degenfeld. În timpul lucrărilor de renovare locuitorii din regiune care participau la aceste lucrări aveau voie să păstreze obiectele găsite în moloz. În timpul războiului de succesiune din Palatinat, castelul va fi distrus din nou.
În forma lui actuală castelul a fost reclădit și extins de arhitectul italian Matteo Alberti, în timpul prințului Johann Wilhelm (Pfalz) (1658-1716) care avea reședința în Düsseldorf. Parcul castelului a fost în mare parte conceput de grădinarii Johann Ludwig Petri, Johann Wilhelm Sckell și Johann Michael Zeyher.
În prezent castelul este declarat monument și aparține de Fundația de stat care se ocupă de întreținerea parcurilor și castelelor din Baden-Württemberg.

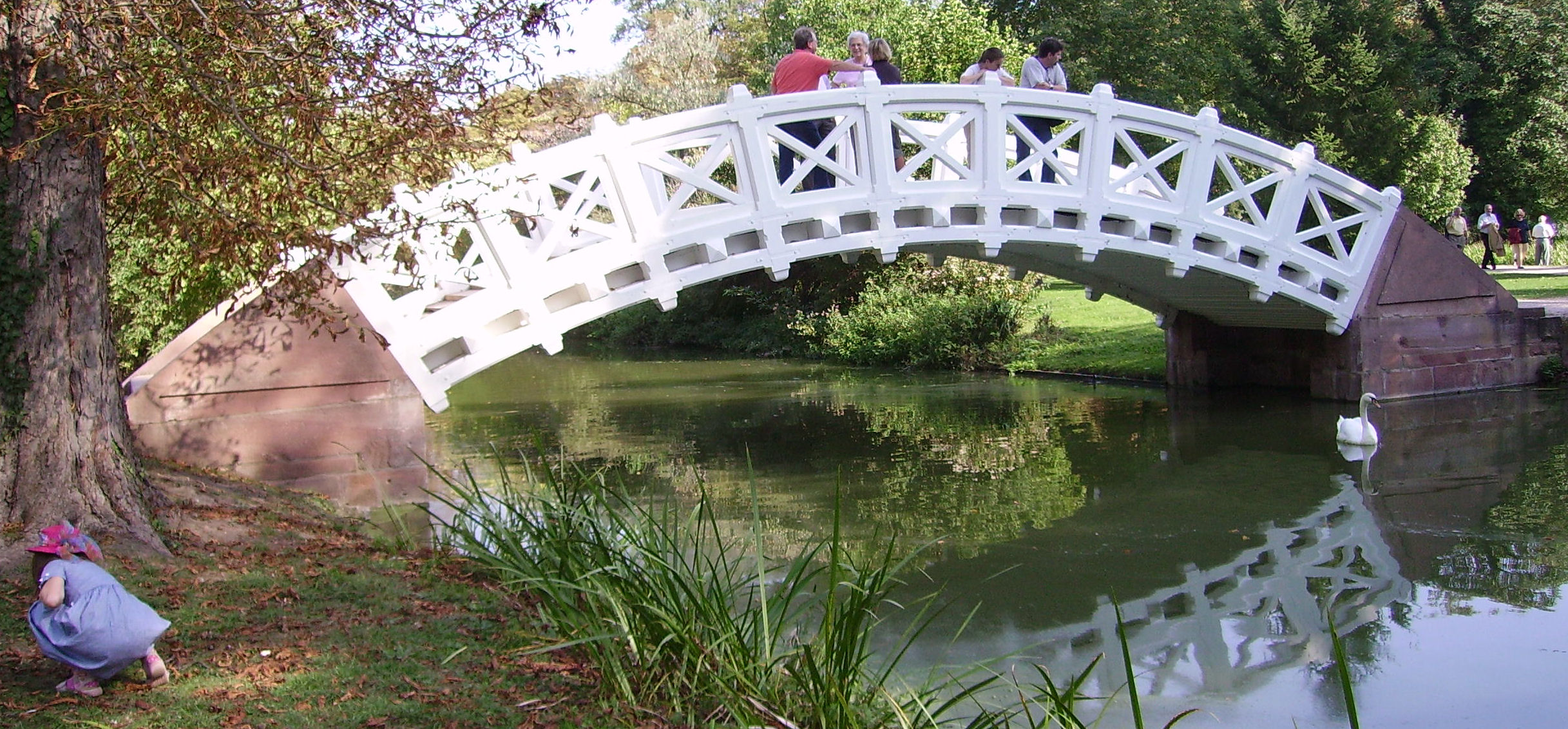
Podul chinezesc

Este interesant de menționat că podul chinezesc sau Palladio, mai este denumit "Podul Minciunilor" (Lügenbrücke) denumirea se datorește treptelor cu forme neregulate, care pot provoca dezechilibrarea vizitatorului. Un pod cu o denumire similară se află în orașul Sibiu, România.

## Teatrul
La fel ca grădinile, teatrul este în multe privințe o sinteză a stilurilor conflictuale. Inițial construit în 1753, la planurile lui Nicolas de Pigage (1723 - 1796) și într-un timp foarte scurt, ar putea fi considerat o creație rococo pură. În cursul unei renovări ulterioare, aceasta a fost amestecată cu tendințele neoclasice timpurii. În primul său stadiu, teatrul, după exemplul teatrelor de curte franceze de atunci, nu avea cutii (acestea erau o bază de teatru "italian"). Pentru a-l mări, peretele din spate al auditoriului a fost apoi străpuns cu un șir de arcade, creând astfel o impresie mai asemănătoare cu "cutia". Drept urmare, teatrul poate fi, cel puțin vizual, considerat o combinație a aspectelor obișnuite "franceză" și "italiană", chiar dacă ajustarea a fost, în acest caz, făcută mai ales din motive practice. Ca și în grădină, efectul general este foarte omogen și estetic plăcut. Până în secolul al XX-lea, teatrul și-a păstrat mașinile de scenă originale. Acest lucru a fost apoi pierdut și înlocuit cu facilități moderne, mai întâi în anii 1950, și din nou în anii 1970, când zona de culise a fost, de asemenea, extinsă.

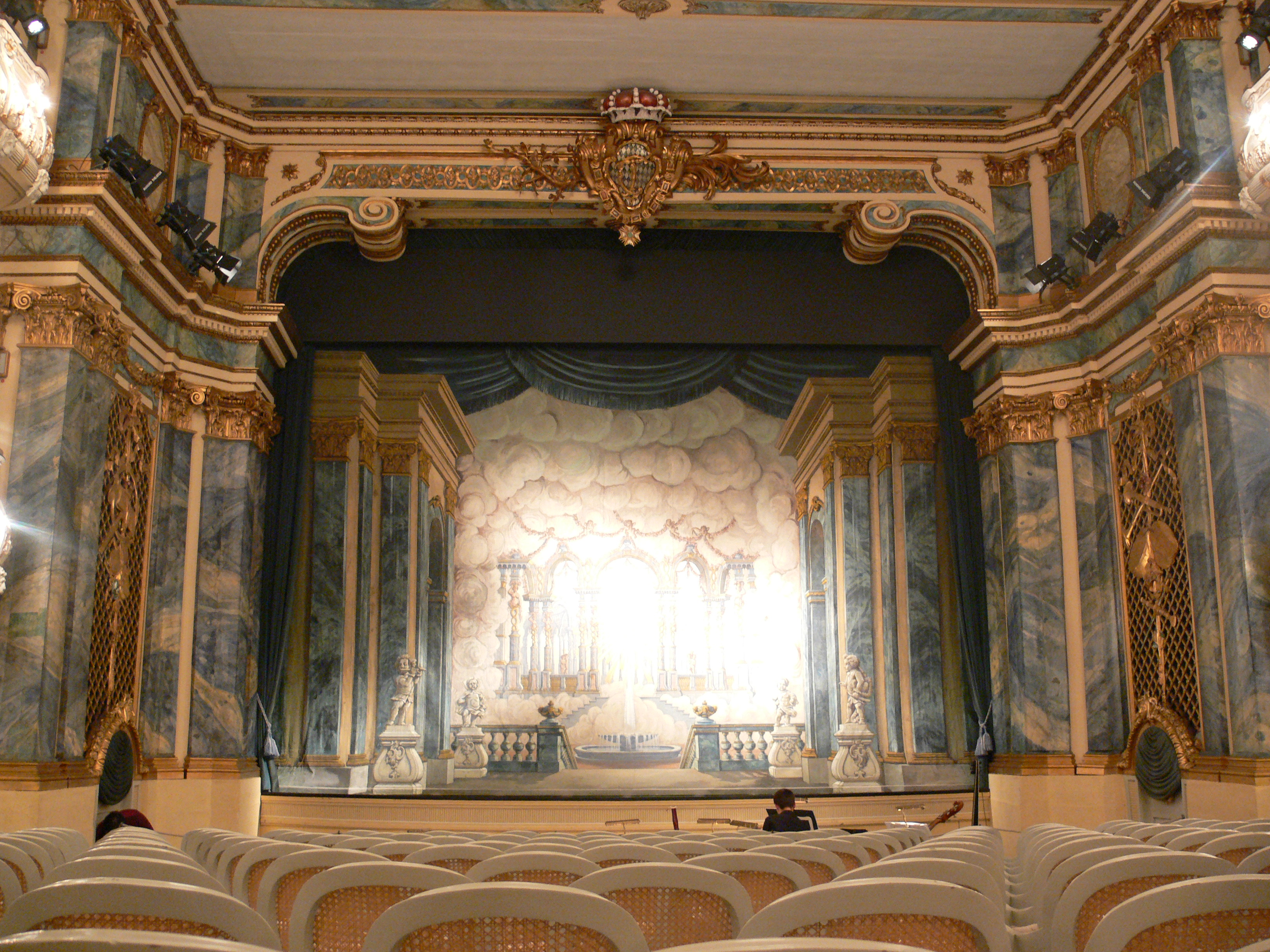
Teatru, scenă
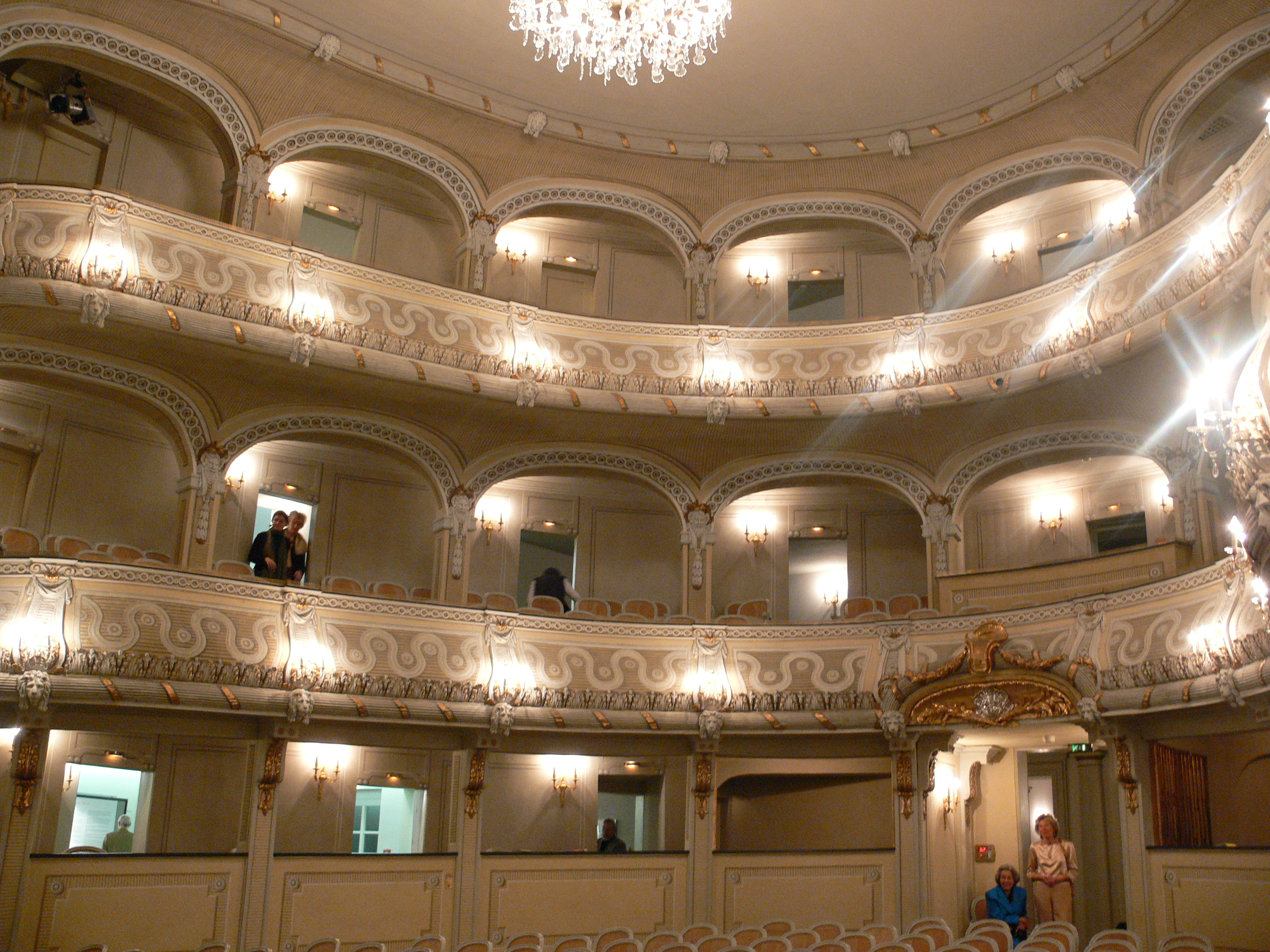
Teatru, auditoriu

## Moscheea
Moscheea (în germană Moscheea) în complexul de grădini este cea mai veche clădire în stil moschee din Germania. A fost construită în perioada 1779-1791 de un arhitect francez pentru Palatinatul Elector, în timpul în care stilul „turcesc” era la modă în Germania. Clădirea nu a fost niciodată destinată pentru rugăciuni.

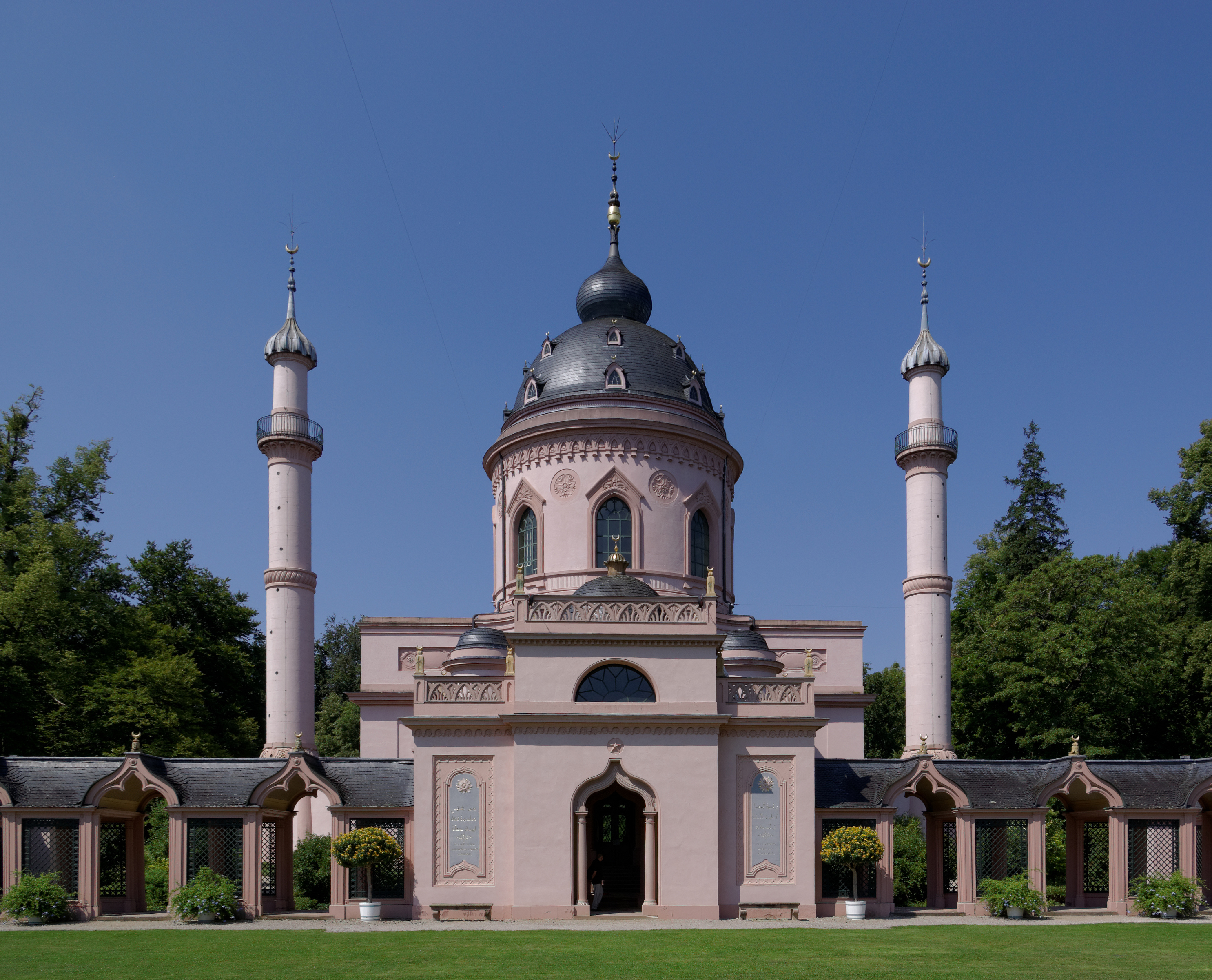
Vedere a Moscheii Schwetzingen
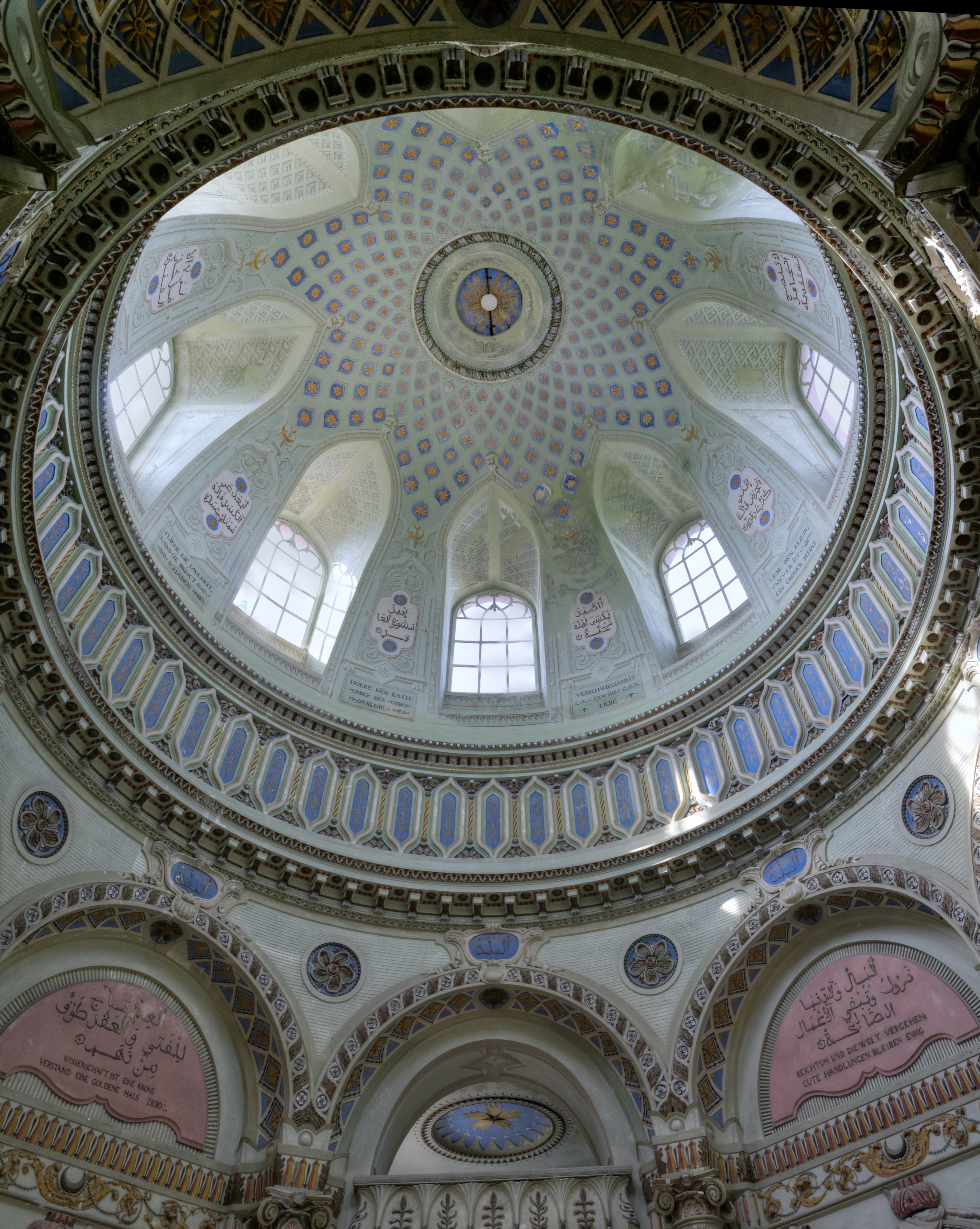
Interior